# Basílica de Santa Lucía (Timotes)
La Basílica de Santa Lucía  o alternativamente Basílica menor de Santa Lucía es un edificio religioso afiliado a la Iglesia Católica que se encuentra en la localidad de Timotes en el Municipio Miranda en el Estado Mérida, en los Andes del país sudamericano de Venezuela. Depende de la Arquidiócesis de Mérida (Archidiœcesis Emeritensis in Venetiola). Tiene la condición tanto de Santuario nacional como de Basílica.
Se trata de unas de las 2 Basílicas en Mérida siendo la otra la Catedral Basílica Menor de la Inmaculada Concepción en la capital del estado. Recibió la distinción de Basílica menor bajo el pontificado del papa Juan Pablo II en 2002. Decreto que fue ejecutado al año siguiente por Monseñor Baltazar Porras.

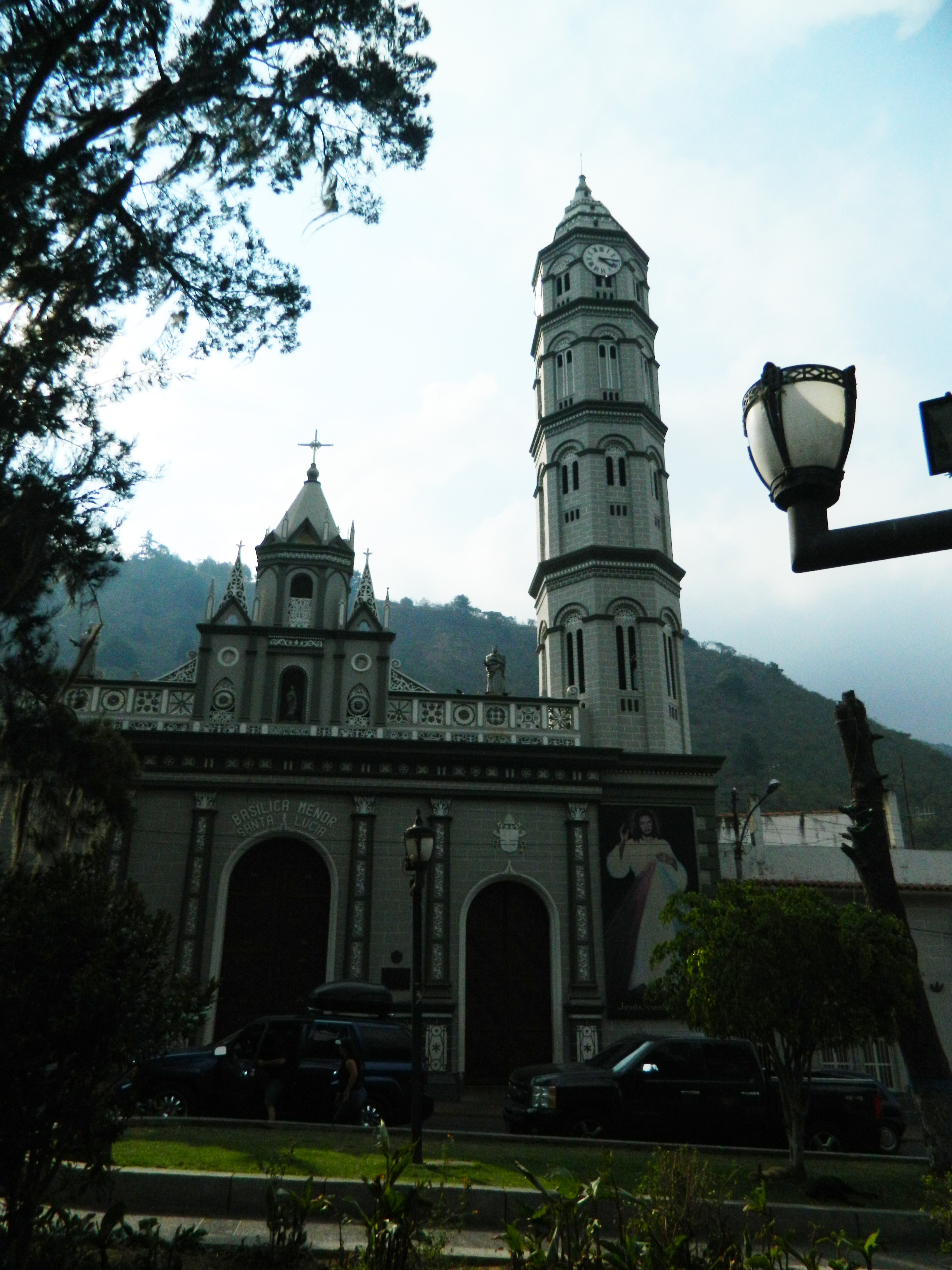
Basílica de Santa Lucía 2014

HISTORIA DE LA RESTAURACION
En enero de 1997, se inició una restauración, esta se realizó en un tiempo récord, gracias a la colaboración del Pueblo y del Párroco para ese entonces Pablo Olivo León Uzcategui; esto motivó a que el Arzobispo Mons. Baltazar Porras en marzo de 2002 solicitara a la Santa Sede que se le concediera al Templo el Título de “Basílica Menor”, esto con la ayuda de las comisiones de trabajo en Timotes y del Excmo. Sr. Cardenal Leonardo Sandri, para ese momento Sustituto de la Secretaría de Estado del Vaticano; se logró también en un tiempo récord que el Santo Padre Juan Pablo II en noviembre del mismo año concediera al Templo el título de Basílica Menor. Esta noticia llenó de gran alegría a todo el pueblo, y el 24 de mayo de 2003, el Sr. Arzobispo presidió la Solemne Ceremonia donde se ejecutaba el Decreto de Elevación a Basílica y se hacían públicas las Insignias Basilicales.
La construcción data de 1911. Destaca entre otras cosas el altar mayor que se culminó en 1915 y fue inaugurado en 1916.
Otro dato interensante sobre la Basílica menor de Santa Lucía es que en febrero del 2016 el altar mayor cumplió 100 años de haberse inaugurado.
Acta número 1 
Hoy en basílica menor tiene su título por el papá san Juan Pablo ||